# 푸루족
푸루족은 기원전 1700~1400년경에 존재했던 리그베다 부족 또는 부족 연합이었다. 푸루족에는 여러 분파가 있었는데, 그중 하나가 바라타족이었다. 푸루족과 바라타족은 리그베다에서 가장 두드러진 부족들이었다. 부족의 족장은 라잔이라고 불렸으며, 푸루족은 바라타족의 수다스 왕에 대항하여 다른 많은 집단들을 결집했지만 십왕 전투(RV 7.18 등)에서 패배했다.

## 어원
"푸루"라는 부족명은 인도아리아어에서 유래했을 가능성이 있다.

## 리그베다
만달라 6에서는 푸루족의 족장 푸루쿠차가 아프간 산맥의 가을 요새를 파괴했다고 회상한다. 만달라 4에서는 말 다우르가하를 제물로 바쳐 아슈바메다(말 희생제)를 치른 결과 그의 아들 트라사다수가 태어났다고 한다.
만달라 4에서 트라사다스유는 푸루족의 족장이다. 그는 푸루쿠츠사의 아들이라는 것 외에도 기리크시트의 후손이라는 뜻의 가이리크시타로도 묘사된다. 트라사다스유는 만달라 4가 구성되는 동안 인더스강 서쪽에 살았지만 칠강의 땅으로 이주하여 아누-드루휴족과 야두-투르바샤족을 물리쳤다. 그는 정복한 부족과 푸루족을 판차자나(다섯 부족)로 통합했다. 그는 승리를 축하하기 위해 자신의 말 다드리카를 바쳐 아슈바메다를 거행했다. 다드리카는 RV 4.38-40에서 찬사를 받고 있으며, 이 찬가에서 다드리카는 신성한 존재이자 아슈바메다의 희생마, 푸루족과 인도아리아인 지배의 상징이 된 것으로 묘사된다. 트라사다스유의 아들로 트리크시가 있다.
헤르만 그라스만의 리그베다 7.92.2 해석을 따르는 학자들은 만달라 7을 인용하여 푸루족이 사라스바티강에 도달했다고 말한다.

## 후손
후대 통치자들은 정당성을 강화하기 위해 푸루 가문의 혈통을 주장했을 수도 있다. 현대 학자들은 포로스 왕이 푸루족의 왕이었을 것이라고 추측하지만 인도 문헌에서는 포로스에 대해 언급된 부분이 존재하지 않는다.

## 같이 보기
- 파우라바 왕국

## 참고 문헌
- Kosambi, Damodar Dharmanand (1966). 《Ancient India: A History of its Culture and Civilisation》. Delhi: Pantheon Books. 81–83쪽.
- Prakash, Buddha (1964). 《Political and Social Movements in Ancient Panjab》. Delhi, Patna, Varanasi: M. Banarsidass. 77쪽.